# Double mixte de badminton aux Jeux européens de 2019
Pour un article plus général, voir Badminton aux Jeux européens de 2019.
Navigation
Bakou 2015 Cracovie 2023
Le tournoi de double mixte de badminton aux Jeux européens de 2019 de Minsk se déroule au Falcon Club du 24 au 30 juin 2019.

## Format de la compétition
La compétition se déroule en 2 parties : une phase de poule et, à l'issue de celle-ci, une série de matches à élimination directe jusqu'à la finale.

## Têtes de séries
| N° | Joueurs                         | Résultat        | Derniers adversaires            |
| -- | ------------------------------- | --------------- | ------------------------------- |
| 1. | Chris Adcock / Gabrielle Adcock | Finale          | Marcus Ellis / Lauren Smith     |
| 2. | Marcus Ellis / Lauren Smith     | Victoire        | Chris Adcock / Gabrielle Adcock |
| 3. | Mark Lamsfuß / Isabel Herttrich | Quart de finale | Marcus Ellis / Lauren Smith     |
| 4. | Thom Gicquel / Delphine Delrue  | Demi-finale     | Marcus Ellis / Lauren Smith     |

## Phase de poules
Qualifiés pour les quarts de finale.

### Groupe A
|   | Paires                              | MJ | G | P | SG | SP | Pts |
| - | ----------------------------------- | -- | - | - | -- | -- | --- |
| 1 | Chris Adcock / Gabrielle Adcock (1) | 3  | 3 | 0 | 6  | 0  | 3   |
| 2 | Alex Vlaar / Mariya Mitsova         | 3  | 2 | 1 | 4  | 4  | 2   |
| 3 | Oliver Schaller / Céline Burkart    | 3  | 1 | 2 | 3  | 5  | 1   |
| 4 | Jakub Bitman / Alžběta Bášová       | 3  | 0 | 3 | 2  | 6  | 0   |

| Date    | Paire 1                          | Score               | Paire 2                          |
| ------- | -------------------------------- | ------------------- | -------------------------------- |
| 24 juin | Alex Vlaar / Mariya Mitsova      | 21-18, 18-21, 21-16 | Jakub Bitman / Alžběta Bášová    |
| 24 juin | Chris Adcock / Gabrielle Adcock  | 21-13, 21-13        | Oliver Schaller / Céline Burkart |
| 25 juin | Chris Adcock / Gabrielle Adcock  | 21-14, 21-18        | Alex Vlaar / Mariya Mitsova      |
| 25 juin | Oliver Schaller / Céline Burkart | 16-21, 21-19, 21-16 | Jakub Bitman / Alžběta Bášová    |
| 27 juin | Chris Adcock / Gabrielle Adcock  | 21-17, 21-13        | Jakub Bitman / Alžběta Bášová    |
| 27 juin | Oliver Schaller / Céline Burkart | 21-17, 19-21, 16-21 | Alex Vlaar / Mariya Mitsova      |

### Groupe B
|   | Paires                                    | MJ | G | P | SG | SP | Pts |
| - | ----------------------------------------- | -- | - | - | -- | -- | --- |
| 1 | Marcus Ellis / Lauren Smith (2)           | 3  | 3 | 0 | 6  | 0  | 3   |
| 2 | Niclas Nøhr / Sara Thygesen               | 3  | 2 | 1 | 4  | 2  | 2   |
| 3 | Alberto Zapico / Lorena Uslé              | 3  | 1 | 2 | 2  | 4  | 1   |
| 4 | Valeriy Atrashchenkov / Yelyzaveta Zharka | 3  | 0 | 3 | 0  | 6  | 0   |

| Date    | Paire 1                      | Score        | Paire 2                                   |
| ------- | ---------------------------- | ------------ | ----------------------------------------- |
| 24 juin | Marcus Ellis / Lauren Smith  | 21-14, 21-6  | Niclas Nøhr / Sara Thygesen               |
| 24 juin | Alberto Zapico / Lorena Uslé | 21-10, 21-18 | Valeriy Atrashchenkov / Yelyzaveta Zharka |
| 25 juin | Marcus Ellis / Lauren Smith  | 21-12, 21-13 | Alberto Zapico / Lorena Uslé              |
| 25 juin | Niclas Nøhr / Sara Thygesen  | 21-11, 22-20 | Valeriy Atrashchenkov / Yelyzaveta Zharka |
| 27 juin | Marcus Ellis / Lauren Smith  | 21-14, 21-4  | Valeriy Atrashchenkov / Yelyzaveta Zharka |
| 27 juin | Niclas Nøhr / Sara Thygesen  | 21-4, 21-7   | Alberto Zapico / Lorena Uslé              |

### Groupe C
|   | Paires                                   | MJ      | G       | P       | SG      | SP      | Pts     |
| - | ---------------------------------------- | ------- | ------- | ------- | ------- | ------- | ------- |
| 1 | Robin Tabeling / Selena Piek             | 2       | 2       | 0       | 4       | 1       | 2       |
| 2 | Mark Lamsfuß / Isabel Herttrich (3)      | 2       | 1       | 1       | 2       | 2       | 1       |
| 3 | Paweł Śmiłowski / Magdalena Świerczyńska | 2       | 0       | 2       | 1       | 4       | 0       |
| - | Misha Zilberman / Svetlana Zilberman     | Abandon | Abandon | Abandon | Abandon | Abandon | Abandon |

| Date    | Paire 1                                  | Score               | Paire 2                                  |
| ------- | ---------------------------------------- | ------------------- | ---------------------------------------- |
| 24 juin | Mark Lamsfuß / Isabel Herttrich          | 21-16, 21-15        | Paweł Śmiłowski / Magdalena Świerczyńska |
| 24 juin | Robin Tabeling / Selena Piek             | 21-10, 21-10        | Misha Zilberman / Svetlana Zilberman     |
| 25 juin | Paweł Śmiłowski / Magdalena Świerczyńska | 21-16, 21-15        | Misha Zilberman / Svetlana Zilberman     |
| 25 juin | Mark Lamsfuß / Isabel Herttrich          | 17-21, 8-21         | Robin Tabeling / Selena Piek             |
| 27 juin | Mark Lamsfuß / Isabel Herttrich          | w/o                 | Misha Zilberman / Svetlana Zilberman     |
| 27 juin | Paweł Śmiłowski / Magdalena Świerczyńska | 12-21, 21-14, 20-22 | Robin Tabeling / Selena Piek             |

### Groupe D
|   | Paires                             | MJ | G | P | SG | SP | Pts |
| - | ---------------------------------- | -- | - | - | -- | -- | --- |
| 1 | Thom Gicquel / Delphine Delrue (4) | 3  | 3 | 0 | 6  | 2  | 3   |
| 2 | Sam Magee / Chloe Magee            | 3  | 2 | 1 | 5  | 3  | 2   |
| 3 | Evgenij Dremin / Evgenia Dimova    | 3  | 1 | 2 | 4  | 4  | 1   |
| 4 | Aleksei Konakh / Kristina Silich   | 3  | 0 | 3 | 0  | 6  | 0   |

| Date    | Paire 1                          | Score               | Paire 2                          |
| ------- | -------------------------------- | ------------------- | -------------------------------- |
| 24 juin | Thom Gicquel / Delphine Delrue   | 21-15, 21-5         | Aleksei Konakh / Kristina Silich |
| 24 juin | Sam Magee / Chloe Magee          | 16-21, 21-19, 21-15 | Evgenij Dremin / Evgenia Dimova  |
| 25 juin | Thom Gicquel / Delphine Delrue   | 20-22, 21-19, 21-16 | Sam Magee / Chloe Magee          |
| 25 juin | Aleksei Konakh / Kristina Silich | 8-21, 14-21         | Evgenij Dremin / Evgenia Dimova  |
| 27 juin | Aleksei Konakh / Kristina Silich | 9-21, 11-21         | Sam Magee / Chloe Magee          |
| 27 juin | Thom Gicquel / Delphine Delrue   | 19-21, 21-11, 21-19 | Evgenij Dremin / Evgenia Dimova  |

## Phase à élimination directe
Les premiers d'une poule sont opposés à un deuxième de poule, mais deux adversaires en quart de finale ne peuvent pas être issus d'une même poule.
|  |                               |                               |                           |               |                                |     |    |            |                                 |            |            |            |  |  |    |    |    |    |    |  |  |
|  | 1/4 de finale                 | 1/4 de finale                 | 1/4 de finale             | 1/4 de finale | 1/4 de finale                  |     |    | 1/2 finale | 1/2 finale                      | 1/2 finale | 1/2 finale | 1/2 finale |  |  | DF | DF | DF | DF | DF |  |  |
|  |                               |                               |                           |               |                                |     |    |            |                                 |            |            |            |  |  |    |    |    |    |    |  |  |
|  |                               |                               |                           |               |                                |     |    |            |                                 |            |            |            |  |  |    |    |    |    |    |  |  |
|  | Chris Adcock Gabrielle Adcock | (1)                           | 21                        | 19            | 21                             |     |    |            |                                 |            |            |            |  |  |    |    |    |    |    |  |  |
|  | Chris Adcock Gabrielle Adcock | (1)                           | 21                        | 19            | 21                             |     |    |            |                                 |            |            |            |  |  |    |    |    |    |    |  |  |
|  | Niclas Nøhr Sara Thygesen     |                               | 15                        | 21            | 15                             |     |    |            |                                 |            |            |            |  |  |    |    |    |    |    |  |  |
|  | Niclas Nøhr Sara Thygesen     | Chris Adcock Gabrielle Adcock | 15                        | 21            | 15                             | (1) | 21 | 21         |                                 |            |            |            |  |  |    |    |    |    |    |  |  |
|  |                               |                               |                           |               |                                | (1) | 21 | 21         |                                 |            |            |            |  |  |    |    |    |    |    |  |  |
|  |                               |                               | Sam Magee · Chloe Magee   |               | 8                              | 18  |    |            |                                 |            |            |            |  |  |    |    |    |    |    |  |  |
|  | Robin Tabeling Selena Piek    |                               | Sam Magee · Chloe Magee   | 19            | 8                              | 18  | 17 |            |                                 |            |            |            |  |  |    |    |    |    |    |  |  |
|  | Robin Tabeling Selena Piek    |                               |                           |               |                                |     |    |            |                                 |            |            |            |  |  |    |    |    |    |    |  |  |
|  | Sam Magee Chloe Magee         |                               | 21                        | 21            |                                |     |    |            |                                 |            |            |            |  |  |    |    |    |    |    |  |  |
|  | Sam Magee Chloe Magee         |                               |                           |               |                                |     |    |            | Chris Adcock · Gabrielle Adcock | (1)        | 14         | 9          |  |  |    |    |    |    |    |  |  |
|  |                               |                               |                           |               |                                |     |    |            | Chris Adcock · Gabrielle Adcock | (1)        | 14         | 9          |  |  |    |    |    |    |    |  |  |
|  |                               | Marcus Ellis · Lauren Smith   | (2)                       | 21            | 21                             |     |    |            |                                 |            |            |            |  |  |    |    |    |    |    |  |  |
|  | Alex Vlaar Mariya Mitsova     | Marcus Ellis · Lauren Smith   | (2)                       | 21            | 21                             |     | 17 | 15         |                                 |            |            |            |  |  |    |    |    |    |    |  |  |
|  | Alex Vlaar Mariya Mitsova     |                               |                           |               |                                |     | 17 | 15         |                                 |            |            |            |  |  |    |    |    |    |    |  |  |
|  | Thom Gicquel Delphine Delrue  | (4)                           | 21                        | 21            |                                |     |    |            |                                 |            |            |            |  |  |    |    |    |    |    |  |  |
|  | Thom Gicquel Delphine Delrue  | (4)                           | 21                        | 21            | Thom Gicquel · Delphine Delrue | (4) | 19 | 12         |                                 |            |            |            |  |  |    |    |    |    |    |  |  |
|  |                               |                               |                           |               |                                | (4) | 19 | 12         |                                 |            |            |            |  |  |    |    |    |    |    |  |  |
|  |                               |                               | Marcus Ellis Lauren Smith | (2)           | 21                             | 21  |    |            |                                 |            |            |            |  |  |    |    |    |    |    |  |  |
|  | Mark Lamsfuß Isabel Herttrich | (3)                           | Marcus Ellis Lauren Smith | (2)           | 21                             | 21  | 22 | 11         |                                 |            |            |            |  |  |    |    |    |    |    |  |  |
|  | Mark Lamsfuß Isabel Herttrich | (3)                           |                           |               |                                |     | 22 | 11         |                                 |            |            |            |  |  |    |    |    |    |    |  |  |
|  | Marcus Ellis Lauren Smith     | (2)                           | 24                        | 21            |                                |     |    |            |                                 |            |            |            |  |  |    |    |    |    |    |  |  |
|  | Marcus Ellis Lauren Smith     | (2)                           | 24                        | 21            |                                |     |    |            |                                 |            |            |            |  |  |    |    |    |    |    |  |  |